# Хвалова
Хвалова (слч. Chvalová) насељено је мјесто са административним статусом сеоске општине (слч. obec) у округу Ревуца, у Банскобистричком крају, Словачка Република.

## Становништво
| Година:    | 1994. | 2004.   | 2014.    | 2024.   |
| ---------- | ----- | ------- | -------- | ------- |
| Број људи: | 157   | 165     | 207      | 194     |
| Разлика:   |       | +5,09 % | +25,45 % | -6,28 % |

| Година:    | 2023. | 2024.   |
| ---------- | ----- | ------- |
| Број људи: | 193   | 194     |
| Разлика:   |       | +0,51 % |

Према подацима о броју становника из 2011. године насеље је имало 173 становника.